# Sistema di indirizzo giapponese
Il sistema di indirizzo (住居表示?, jūkyo hyōji) giapponese è utilizzato per identificare ogni luogo del Giappone. Questo sistema differisce dai canoni di presentazione dell'indirizzo postale occidentale, poiché comincia con il luogo geografico più generale per terminare con quello più specifico.

## Storia
La legge giapponese sul sistema d'indirizzo è stata promulgata il 10 maggio 1962, al fine di rendere le zone urbane meglio identificabili e facilitare così la consegna della posta. Il sistema utilizzato è stato modificato dall'era Meiji.
Per ragioni storiche, alcuni nomi di luoghi sono identici. A Hokkaidō, numerosi luoghi possiedono un nome identico ad altre località del Giappone, risultato di un'immigrazione di abitanti dal resto del Giappone. Gli storici hanno notato che Hokkaidō possiede numerosi edifici il cui nome proviene da località dalla regione del Kansai e dal nord di Kyūshū.

## Principio
Il Giappone è diviso in 47 prefetture (都道府県?, todōfuken). Queste prefetture sono suddivise in città (市?, shi), o in distretti (郡?, gun) che raggruppano delle cittadine (町?, chō/machi) e dei villaggi (村?, son/mura). Della prefettura di Tōkyō fanno parte anche 23 quartieri speciali (特別区?, tokubetsuku). La maggior parte delle municipalità (市町村?, shichōson) sono in seguito divise in quartieri, tranne le città designate per ordinanza governativa, vale a dire quasi tutte le città di popolazione superiore ai 500 000 abitanti, che sono divise in quartieri (区?, ku).
Queste municipalità o quartieri sono a loro volta separati in “sezioni di quartiere” (丁目?, chōme), poi in “blocchi di edifici” (番地?, banchi), che raggruppano infine dei “numeri di edificio” (号?, gō). Queste tre divisioni sono numerate, e non denominate. Il numero dei blocchi di edifici è generalmente attribuito dall'ordine di vicinanza al municipio: più la cifra è grande, più il blocco è lontano dal municipio. Gli edifici non sono numerati in modo sequenziale per rapporto alla loro situazione sulla strada (le vie non hanno generalmente dei nomi), ma piuttosto in base alla loro data di costruzione.

## L'indirizzo

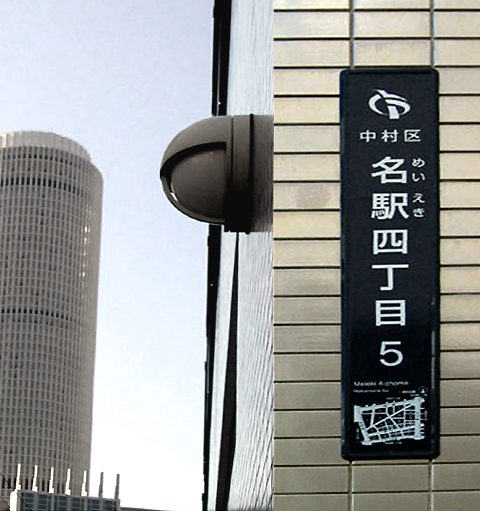
Un Cartello d'indicazione d'edificio (街区表示板, gaiku-hyōjiban) che indica l'indirizzo Nakamura-ku, Meieki 4-chōme, 5-banchi (a Nagoya).

Gli indirizzi giapponesi cominciano con la più grande divisione del paese: la prefettura. Esse sono generalmente chiamate ken (県), ma esistono tre altri nomi speciali: to (都) per la prefettura di Tōkyō, dō (道) per la prefettura di Hokkaidō, e fu (府) per le prefetture urbane di Ōsaka e di Kyōto.
Sotto la prefettura, si trova la municipalità. Per le grandi municipalità, si parla di città, (shi, 市). La metropoli di Tōkyō possiede delle città ordinarie e dei quartieri speciali, ciascuno costituente una municipalità urbana a sé stante. Per le municipalità più piccole, gli indirizzi devono includere il distretto (gun, 郡), seguito dal nome della cittadina (chō o machi, 町) o del villaggio (son o mura, 村).
L'elemento successivo all'indirizzo è l'ubicazione nella municipalità. Parecchie città possiedono dei quartieri (ku, 区), che a loro volta possono essere divisi in chō o machi (町). Le città possono essere divise in parti più piccole chiamate chō o machi (町), le quali possono essere divise in ōaza (大字), che a loro volta possono essere suddivise in aza (字), le quali possono essere divise in parti ancora più piccole chiamate koaza (小字).
I tre ultimi elementi dell'indirizzo nel sistema jūkyo hyōji sono i distretti urbani (chōme, 丁目), i blocchi (ban, 番) ed il numero dell'abitazione (gō, 号). La numerazione dei distretti e quella dei blocchi sono generalmente assegnate in relazione alla vicinanza con il centro della municipalità. La numerazione dell'abitazione è solitamente attribuita nell'ordine per tutti i blocchi della città.
Gli ultimi tre elementi dell'indirizzo nel sistema chiban (nelle regioni dove il sistema jūkyo hyōji non è stato messo in funzione) sono i distretti urbani (chōme, 丁目), il numero di area (banchi, 番地) e l'estensione del numero di area. Il numero di area e la sua estensione designano un terreno registrato al servizio del catasto. Un'estensione del numero di area è assegnata quando un terreno è diviso in parecchi appezzamenti catastali.

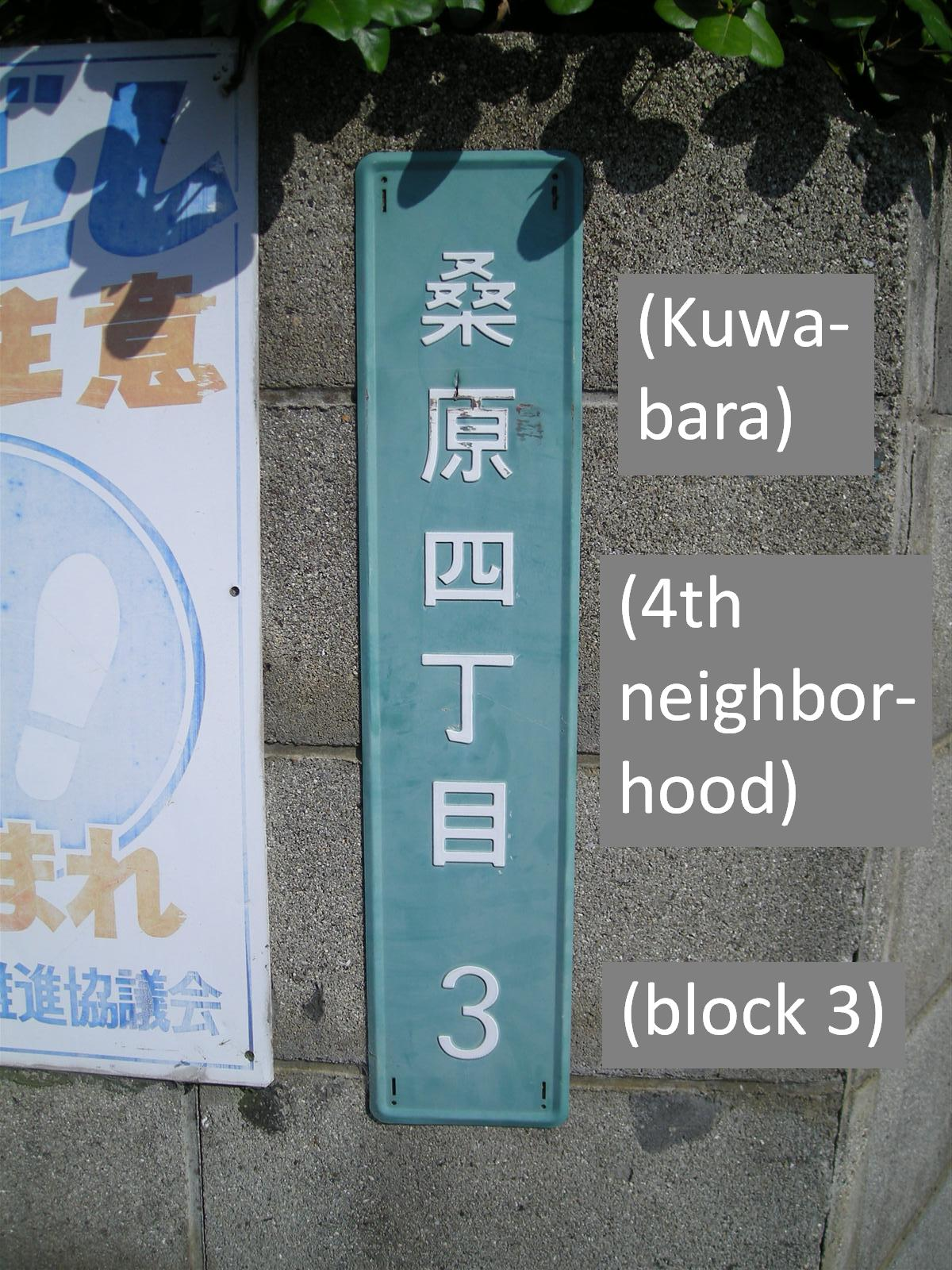
Un indirizzo chōme su di un pannello a Kuwabara, una sezione residenziale di Matsuyama, Ehime. L'indirizzo di questo blocco scritto in giapponese risulta 愛媛県松山市桑原４丁目3.

Questi tre elementi sono in genere scritti come una catena, 1-2-3, cominciando con il numero del chōme, seguito dal numero del ban e terminato con il numero del gō. Quando si tratta di un condominio, non è rara l'aggiunta di un quarto numero: il numero d'appartamento.
Questo sistema di tre numeri, relativamente recente, non è applicato in certe strutture, come i quartieri antichi delle città o le zone rurali poco popolate, dove il banchi è scritto dopo il machi o lo aza.
I nomi delle vie sono raramente utilizzati, ad eccezione di Kyōto e di qualche città di Hokkaidō, la maggior parte delle strade giapponesi non hanno un nome. I blocchi hanno qualche volta una forma irregolare poiché i numeri di ban sono stati attribuiti con il vecchio sistema nell'ordine d'iscrizione al catasto. Questa irregolarità si nota soprattutto nei quartieri antichi.
È per questa ragione che quando si indica una direzione, la maggior parte delle persone fornisce come indicazioni le intersezioni, gli eventuali segnali visuali e le stazioni della metropolitana. Numerose aziende imprimono una mappa sui loro biglietti da visita. Inoltre, delle segnalazioni sono sovente annesse a dei pali per indicare il nome del distretto ed il numero del blocco dove lo si trova, ed una mappa dettagliata dei dintorni è a volte affissa al numero della fermata dell'autobus e dell'uscita della stazione.
Dalla riforma del 1998, in aggiunta all'indirizzo stesso, tutti i luoghi del Giappone possiedono un codice postale. Si tratta di un numero a 3 cifre seguito da un trattino e poi da un numero di 4 cifre, come ad esempio 123-4567. Il simbolo 〒 può precedere questi numeri per indicare che si tratta di un codice postale.

## Scrittura dell'indirizzo

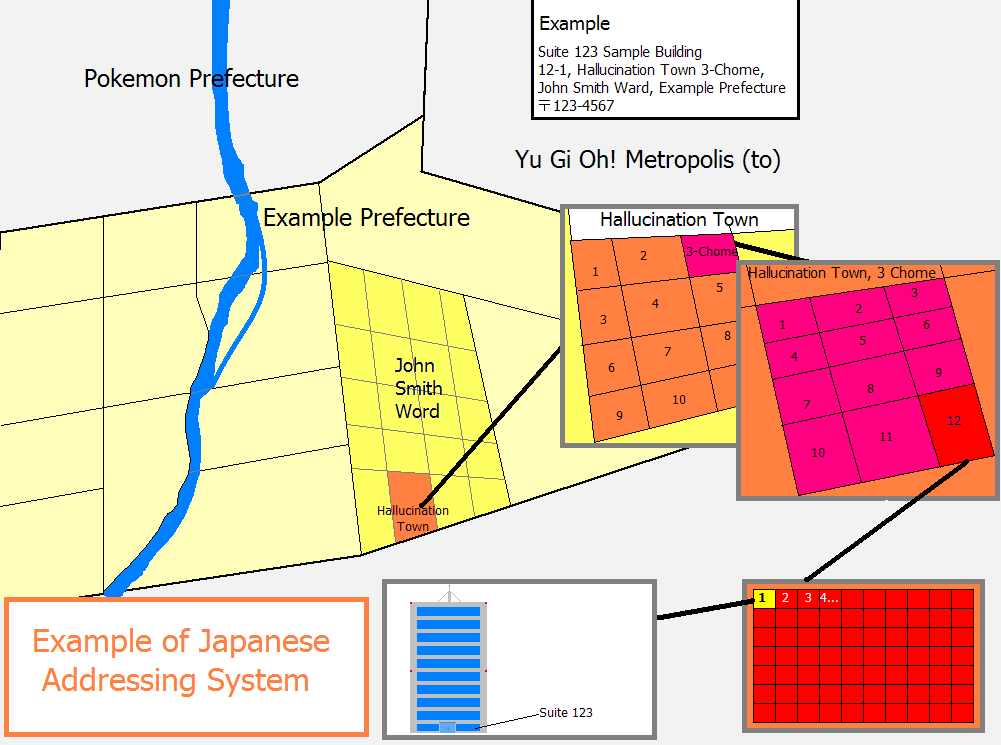
Esempio di sistema d'indirizzo giapponese

L'indirizzo giapponese è scritto cominciando dalla zona più grande fino a quella più ristretta, con il nome del destinatario in fondo. Per esempio, l'indirizzo della Posta Centrale di Tōkyō è:
〒100-8994
東京都中央区八重洲一丁目5番3号
東京中央郵便局
〒100-8994
Tōkyō-to Chūō-ku Yaesu 1-Chōme 5-ban 3-gō
Tōkyō Chūō Yūbin-kyoku
oppure
〒100-8994
東京都中央区八重洲1-5-3
東京中央郵便局
〒100-8994
Tōkyō-to Chūō-ku Yaesu 1-5-3
Tōkyō Chūō Yūbin-kyoku
Per contro, per rispettare le convenzioni occidentali, l'ordine è invertito quando l'indirizzo è scritto in rōmaji. Il formato raccomandato per la posta giapponese è:
Tokyo Central Post Office
5-3, Yaesu 1-Chome
Chuo-ku, Tokyo 100-8994
In questo indirizzo, Tōkyō è la prefettura, Chūō-ku è uno dei quartieri speciali, Yaesu 1-Chome è il nome del quartiere ed il numero del distretto, 5 è il numero dell'unità e 3 il numero della residenza. È ugualmente comune rimuovere la parola chōme ed utilizzare la forma breve:
Tokyo Central Post Office
1-5-3 Yaesu, Chuo-ku
Tokyo 100-8994.

## Esempio
L'indirizzo dell'Ambasciata francese in Giappone è « 106-8514 Tōkyō-to Minato-ku Minami-Azabu 4-11-44 » (〒106-8514 東京都港区南麻布4-11-44? che scritto all'occidentale diviene 4-11-44 Minami-Azabu, Minato-ku, Tōkyō 106-8514). La scrittura in kanji yon-chōme 11-ban 44-gō (四丁目11番44号? yon significa 'quattro') è egualmente possibile.
Si ottiene quindi l'ordine:
- 106-8514, il numero del registro catastale o del codice postale;
- Tōkyō-to, la prefettura;
- Minato-ku, il circondario;
- Minami-Azabu, uno dei trenta quartieri del circondario;
- 4 è la sezione del quartiere; chome
- 11 è il blocco di edifici; ban
- 44 è il numero di edificio.

L'indirizzo della Torre di Kyōto è così « 600-8216 Kyōto-fu Kyōto-shi Shimogyō-ku Higashi-Shiokōji 721-1 » (〒600-8216 京都府京都市下京区東塩小路721-1?): i quartieri sono piccoli, perciò non ci sono sezioni di quartiere.

## Eccezioni
Parecchie località utilizzano dei sistemi d'indirizzo speciali, alcuni di essi integrati nel sistema ufficiale, come quello di Sapporo, mentre quello di Kyōto è totalmente differente, ma utilizzato parallelamente al sistema ufficiale.

### Kyoto

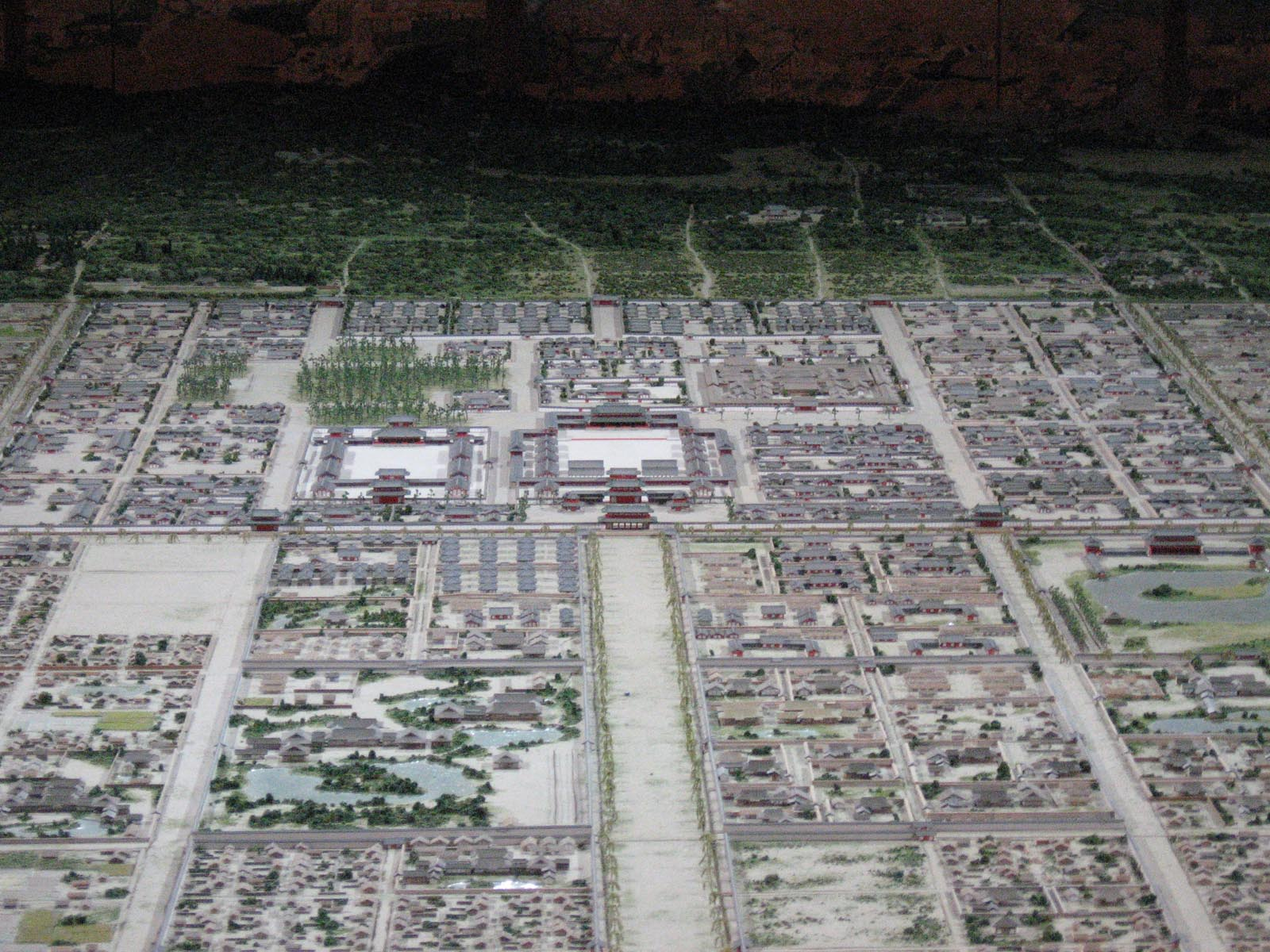
Kyōto è stata ristrutturata su di una mappa a scacchiera nel 794 (Heian-kyō), ed il suo sistema d'indirizzo è basato su questa organizzazione.

Nonostante a Kyōto sia usato il sistema ufficiale, nella forma Chiban con i quartieri (区?, ku), i distretti (丁目?, chōme), ed i numeri di zona (番地?, banchi), i chō (町) sono molto piccoli e numerosi e possono avere un nome identico ad un altro chō del medesimo quartiere, rendendo il sistema estremamente confuso. In conseguenza, gli abitanti di Kyōto utilizzano un sistema non ufficiale basato sui nomi delle vie, una sorta di geografia vernacolare. Questo sistema è riconosciuto dalla posta e dalle agenzie governative.
Per maggiore precisione, l'indirizzo basato sulle vie può essere seguito dal chō e dal numero di area. Quando parecchie case condividono lo stesso numero di area, conviene allora precisare il nome (cognome o nome completo) del residente, che è di solito affisso davanti alla casa, sovente in maniera decorativa, seguendo l'esempio dei numeri di case che si trovano in altri paesi.
Il sistema si basa sulla denominazione degli incroci delle strade; si indica in seguito se l'indirizzo si situa a nord (上ル?, agaru, "salire"), a sud (下ル?, sagaru, "scendere"), a est (東入ル?, higashi-iru, "entrare ad est") o ad ovest (西入ル?, nishi-iru, "entrare ad ovest") dell'intersezione. Eppure, le due vie dell'incrocio non sono disposte in maniera simmetrica: la via in cui si trova l'edificio è denominata, poi la via trasversale vicina, infine l'indirizzo è specificato per rapporto a quella via trasversale. Un edificio può quindi avere parecchi indirizzi in relazione all'incrocio scelto colla via principale.
L'indirizzo ufficiale della Torre di Kyōto è:
〒600-8216
京都府京都市下京区東塩小路721-1
600-8216, Kyōto-fu, Kyōto-shi, Shimogyō-ku, Higashi-Shiokōji 721-1
Tuttavia, l'indirizzo informale della Torre di Kyōto è:
〒600-8216
京都府京都市下京区烏丸七条下ル
600-8216, Kyōto-fu, Kyōto-shi, Shimogyō-ku, Karasuma-Shichijō-sagaru
L'indirizzo qui sopra significa « a sud dell'incrocio delle vie Karasuma e Shichijō » (più precisamente « su Karasuma a sud di Shichijō », Karasuma è nella direzione nord-sud, e Shichijō è la trasversale est-ovest). L'indirizzo avrebbe potuto comunque essere scritto come: 烏丸通七条下ル; con la via (通?, dōri) inserita, che indica chiaramente che l'indirizzo è nella via Karasuma.
Il sistema è però flessibile e permette alternative differenti, come:
京都府京都市下京区烏丸塩小路上ル
Kyōto-fu, Kyōto-shi, Shimogyō-ku, Karasuma-Shiokōji-agaru 
"(nella) (via) Karasuma, salire (a nord) (della via) Shiokōji"
Per gli edifici meno conosciuti, l'indirizzo ufficiale è sovente scritto dopo quello informale, come per esempio quello di un ristorante:
京都府京都市下京区烏丸通五条下ル大坂町384
Kyōto-fu, Kyōto-shi, Shimogyō-ku, Karasuma-dōri-Gojō-sagaru, Ōsakachō 384
"Ōsakachō 384, (nella) via Karasuma, scendere (a sud di) Gojō"

### Sapporo
Il sistema applicato a Sapporo, malgrado sia ufficiale, differisce nella sua struttura dai comuni indirizzi giapponesi. La città è divisa in quattro nel suo centro da due vie che s'incrociano. I blocchi sono in seguito denominati in rapporto alla loro distanza da questa intersezione. La distanza est-ovest è indicata dal chōme (il suo uso è però leggermente diverso a quello di altre città), mentre la distanza nord-sud è indicata dal jō, incorporato al nome del chō.
L'indirizzo della Sapporo JR Tower è:
札幌市中央区北5条西2丁目5番地
Sapporo-shi, Chūō-ku, Kita-5-jō Nishi-2-chōme 5-banchi
L'indirizzo indica il quinto edificio nel blocco a nord (kita, 北) ed a due blocchi a ovest (nishi, 西) dal centro.
Sebbene le vie di Sapporo formino una "griglia" abbastanza regolare nel centro della città, all'esterno, è più difficile utilizzare il punto d'origine tradizionale. In questo caso, è designato arbitrariamente un altro punto di divisione, a partire dal quale i chōme ed i jō sono calcolati.

### Prefettura di Ishikawa
Certe città della prefettura d’Ishikawa, come le città di Kanazawa e di Nanao, utilizzano talvolta il Katakana nell'ordine Iroha invece dei numeri per i blocchi. Questi Katakana sono chiamati bu (部).
Per l'esempio, l'indirizzo di un hotel situato a Nanao è:
〒926-0192
石川県七尾市和倉町ヨ80
926-0192, Ishikawa-ken, Nanao-shi, Wakuramachi yo 80